# Avraham Pereira
Avraham Pereira (scris de multe ori incorect Perrera; n. 4 august 1934, Ierusalim, Palestina sub mandat britanic – d. 8 noiembrie 1984, Ierusalim, Israel) a fost un cântăreț bas-bariton israelian, interpret de cântece populare și liturgice ale evreilor sefarzi în limba ladino și de muzică ușoară. S-a ferit cu orice preț de o viață de star, și cu toate că vreme de mulți ani vocea sa a fost familiară pentru sute de mii de ascultători ai postului de radio oficial Vocea Israelului (Kol Israel), întâiul său album solo a fost editat abia după moartea sa prematură și bruscă la vârsta de 50 ani. În viața de zi de zi a lucrat ca mecanic în garajul cooperativei de autobuze „Hamekasher”, ulterior „Egged ”din Ierusalim.

## Biografie

### Copilăria și tinerețea

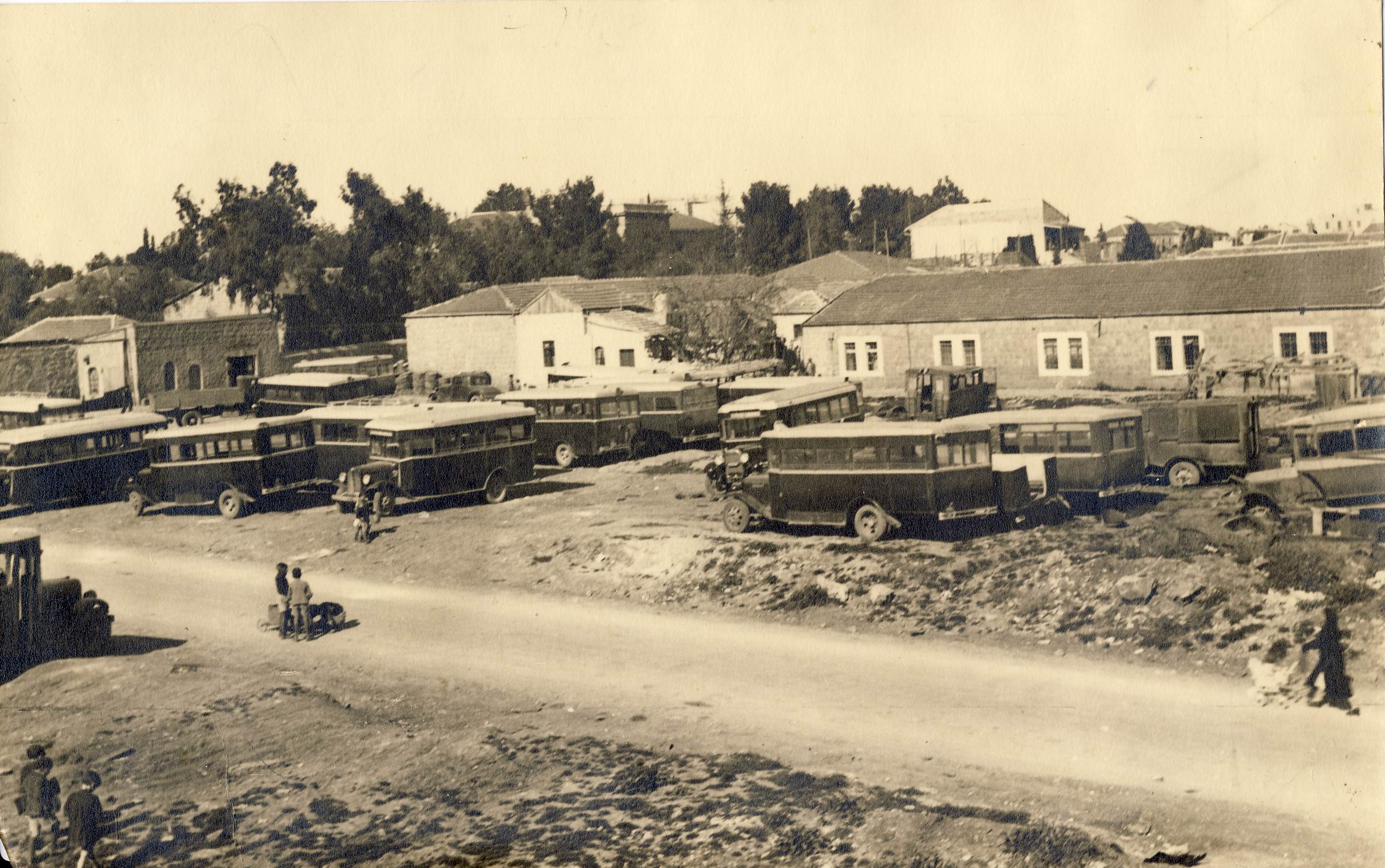
Autobuze ale cooperativei evreiești de transport Hamekasher parcate în cartierul Abu Bassal (Shaarey Yerushalaiym) din Ierusalim, cartierul în care a copilărit Avraham Perrera, în anii 1930

Avraham Pereira (Pereira, însemnând „păr ”(pom) în limba portugheză și provenind de la o localitate din Portugalia) s-a născut în anul 1934 ca unul din cei doi fii ai lui Aharon și Esther Pereira, evrei sefarzi locuitori ai cartierului Abu Bassal (în ebraică Shaarey Yerushalaim) din apropierea vechiului sediu al spitalului Shaarey Tzedek din Ierusalim, în acea vreme în Palestina sub mandat britanic. Tatăl, Aharon Pereira, și el născut la Ierusalim, șofer de autobuz al cooperativei de transport Hamekasher din Ierusalim, a fost membru in organizația subterană de rezistență Lehi  De mic copil, Pereira a învățat în mediul cultural în care a crescut, inclusiv în casa bunicii Malka care avea un gramofon, cântarea liturgică sefardă - rugăciuni, poezii și imnuri, precum și cântecele populare ale evreilor spanioli și portughezi transmise de sute de ani din generație în generație în familiile urmașilor celor izgoniți în anii 1492 și 1498 din Peninsula Iberică.  
Pereira a învățat la școala elementară din cartierul Beit Hakerem, unde a învățat și muzică, inclusiv cântece patriotice israeliene.
În perioada de încingere a ostilităților arabo-evreiești de dinaintea sfârșitului mandatului britanic în Palestina, tatăl său, Aharon Pereira, a fost, în calitate de pasager plecat pentru a-și vizita fratele în spital, una din cele 78 de victime ucise la 13 aprilie 1948 în atacul arabilor palestineni asupra convoiului sanitar format din două autobuze blindate și alte vehicule aflate în drum spre Spitalul Hadassa de pe Muntele Scopus ("convoiul Hadassa")..În acest convoi au plecat din centrul Ierusalimului medici, surori și infirmieri evrei care urmau să-și înceapă schimbul la Spitalul Hadassa de pe Muntele Scopus care era împresurat de arabi. 
Moartea tatălui a aruncat familia într-o criză sufletească și financiară. În puținele momente de tihnă. Pereira s-a distrat frecventând cinematografele din oraș, unde l-au captivat mai cu seamă filmele muzicale, din care a învățat numeroase șlagăre.
Serviciul militar l-a efectuat într-o unitate a Corpului tehnologic și de armamament al armatei israeliene. Cântând odată Malagueña într-o emisiune în transmisiune directă numită „Tevat Noah” (Arca lui Noe) la stația militară de radio Galey Tzahal, vocea lui deosebită de bas, a fost remarcată de unul din veteranii stației, Mordehay Priman, care l-a pus în legătură cu un duo alcătuit din tinerii căntăreți Beni Amdursky și Israel Gorion, recomandându-i să li se asocieze într-un trio. Cei trei au inceput să se producă în cluburile studențești din Ierusalim. Când Amdursky și Gorion s-au mutat la Tel Aviv, Pereira a preferat să rămână la Ierusalim, unde lucra ca mecanic în garajul cooperativei de autobuze Hamekasher, în care a lucrat și tatăl său. Nu a consimțit să se despartă de orașul natal nici când cântăreața americană Jenny Thourel i-a propus o bursă de studii muzicale la Milano.  
Spre finele Războiului de Șase Zile, la 8 iunie 1967, după ce întregul Ierusalim a ajuns sub controlul Israelului, în memoria tatălui său, i s-a făcut cinstea de a conduce primul autobuz de pe linia 9 reînnoită spre Muntele Scopus.

### Cariera muzicală
Pereira a studiat canto la Academia de muzică din Ierusalim. S-a asociat formației muzicale „Hatavlinim” (Condimentele) cu care a participat la înregistrări pentru secția de folclor a Radiodifuziunii israeliene, la înregistrări de concerte publice pentru diverse emisiuni de radio, a cântat în kibuțuri și în fața soldaților. Repertoriul său cuprindea  cântece în limba ladino și în ebraică.
În anul 1965 la Festivalul Cântecului și șlagărului israelian  a cântat cântecele Razey Lail (Taine nocturne) și Rakafot  (Ciclameni), interpretarea de către Pereira celui de al doilea număr (muzica:Shulamit Lifshitz, text:Fania Bergstein) supraviețuind anilor. În 1968 a luat parte împreună cu Yossi Banay, Yehoram Gaon și Rema Samsonov la spectacolul „Romancero sfaradi”  (Romancero sefard) inițiat de Itzhak Navon, dar până la urma nu a apărut în albumul înregistrat al acestui sepctacol. 
Apoi Pereira a făcut parte din trioul Hashamranim (Conservatorii)  alături de Mikhael Gitlin si Solon Siminowicz. În anul 1972  a jucat în musicalul israelian în stil gospel  „Al tikra li shahor” (Să nu-mi zici negru!) de Beni Nagari pe texte de Dan Almagor, având drept subiect lupta pentru drepturi civile ale afro-americanilor în Statele Unite.
Alături de Pereira au luat parte la acest spectacol  cântăreții Ruti Navon, Uzi Fuchs, Dudu Zar și alții.
În anii 1982-1984 împreună cu ghitaristul Dan Akiva, Pereira a interpretat circa 80 cantece, mai ales din repertoriul în limba ladino și cel liturgic sefard, de asemenea poezii de Federico Garcia Lorca și de scriitorul israelian originar din Alepo, Amnon Shamush, puse pe muzică de Dan Akiva. 
El însuși și fiul sau, Aharon au compus melodii pentru versuri ebraice.  În 1984 Pereira a murit subit de infarct miocardic la vârsta de 50 ani.
A lăsat benzi înregistrate din diversele emisiuni de radio și în discuri ale mai multor formații muzicale. Pereira a cântat și spirituals, cântece rusești, portugheze etc
Abia postum a fost lansat primul sau album solo.

## Viața privată
Avraham Pereira a fost căsătorit cu Malka, fiica unei familii de evrei originari din Polonia.  Li s-a născut un fiu și o fiică.  
Fiul lui Pereira, Aharon Pereira (n.1962), este cântăreț și prezentator de emisiuni de radio la canalele Ghimmel si Beit ale radiodifuziunii oficiale Kol Israel.

## Compoziții
- O melodie la poezia lui Rahel Bluwstein „Lo sharti lakh artzi”

## In memoriam
- O stradă din cartierul Holyland din Ierusalim îi poartă numele.
- 2007 - A fost publicat la Ierusalim albumul memorial de patru discuri Yesh zikhronot sheohavim (Sunt amintiri pe care le iubim), însoțit de o broșură în redacția lui Dan Almagor, cu prefața semnată de Itzhak Navon